# Hudson (Illinois)
Hudson es una villa ubicada en el condado de McLean en el estado estadounidense de Illinois. En el Censo de 2010 tenía una población de 1838 habitantes y una densidad poblacional de 852,95 personas por km².

## Geografía
Hudson se encuentra ubicada en las coordenadas 40°36′19″N 88°59′20″O / 40.60528, -88.98889. Según la Oficina del Censo de los Estados Unidos, Hudson tiene una superficie total de 2.15 km², de la cual 2.15 km² corresponden a tierra firme y (0%) 0 km² es agua.

## Demografía
Según el censo de 2010, había 1838 personas residiendo en Hudson. La densidad de población era de 852,95 hab./km². De los 1838 habitantes, Hudson estaba compuesto por el 97.93% blancos, el 0.54% eran afroamericanos, el 0.11% eran amerindios, el 0.27% eran asiáticos, el 0% eran isleños del Pacífico, el 0.49% eran de otras razas y el 0.65% pertenecían a dos o más razas. Del total de la población el 2.34% eran hispanos o latinos de cualquier raza.